# (2289) McMillan
(2289) McMillan es un asteroide que forma parte del cinturón de asteroides y fue descubierto por Ingrid van Houten-Groeneveld, Cornelis Johannes van Houten y Tom Gehrels desde el observatorio del Monte Palomar, Estados Unidos, el 24 de septiembre de 1960.

## Designación y nombre
McMillan recibió al principio la designación de 6567 P-L.
Posteriormente, en 1990, se nombró en honor del astrónomo estadounidense Robert S. McMillan.

## Características orbitales
McMillan orbita a una distancia media del Sol de 2,635 ua, pudiendo alejarse hasta 3,011 ua y acercarse hasta 2,26 ua. Su excentricidad es 0,1425 y la inclinación orbital 2,153 grados. Emplea en completar una órbita alrededor del Sol 1563 días.

## Características físicas
La magnitud absoluta de McMillan es 13,5.